# 波洛特尼科夫起義

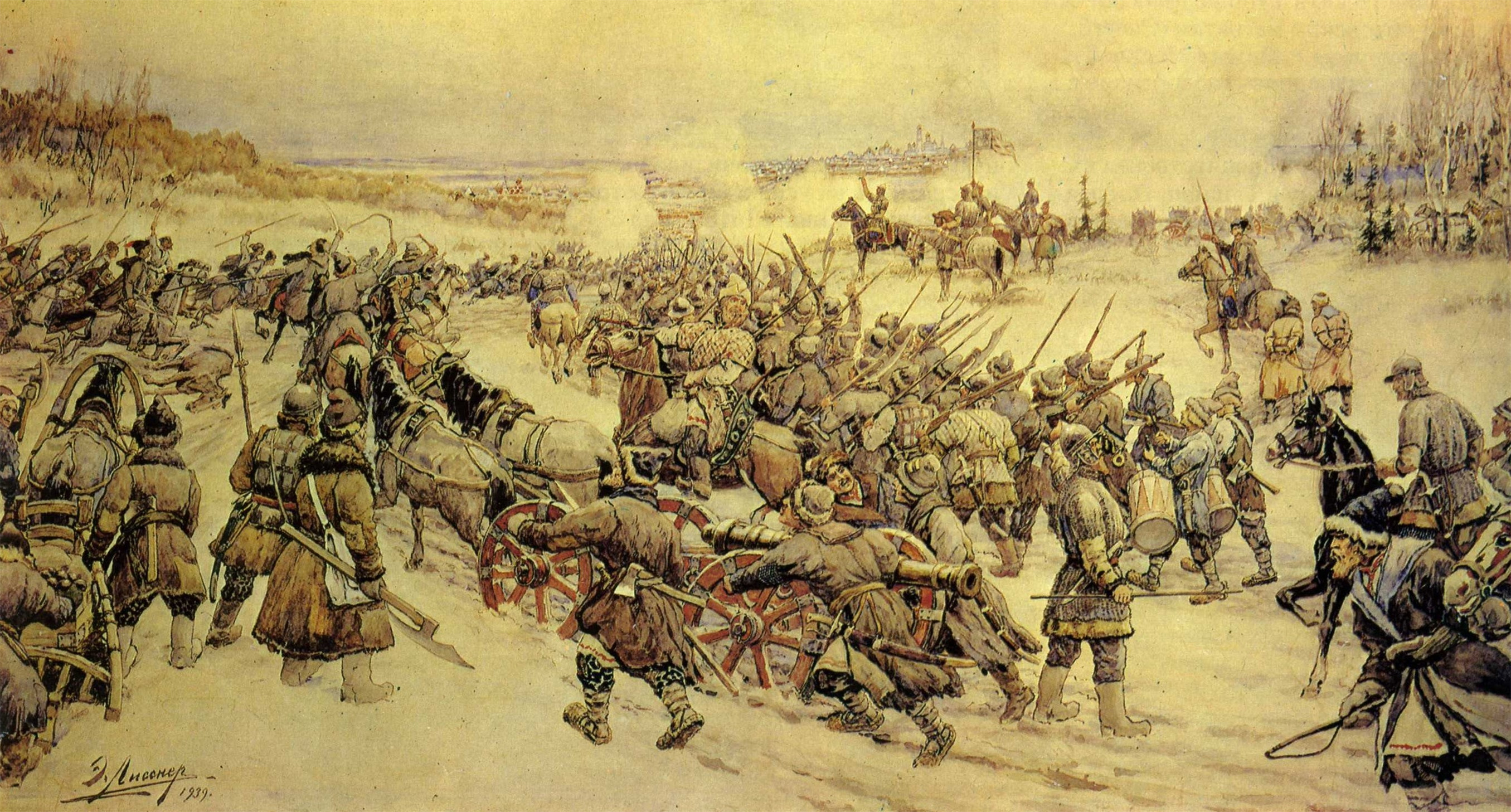
博洛特尼科夫农民军在莫斯科附近的尼什尼耶科特利与沙皇军的战斗

波洛特尼科夫起義（俄语：Восстание Болотникова，1606-1607）是一场沙皇俄國爆發的農民起義。1601年至1603年，沙俄發生嚴重災荒。1606年夏天，農奴出生的波洛特尼科夫在烏克蘭北部領導哥薩克農奴農民發動起義。
起義軍很快朝莫斯科進發，擊敗沙俄軍隊，殺死貴族，奪取土地，極盛時期一度佔領70多座城鎮。1606年9月，起義軍攻佔卡盧加，10月，起義軍包圍莫斯科，人數多達10萬人。同時起義軍向城內發送傳單，號召市民殺死貴族和商人，農民殺死封建主，但是要保護賢良的沙皇。不過由於起義軍中有人叛變，未能攻佔莫斯科，12月2日，波洛特尼科夫率領起義軍撤退至卡盧加，轉而在1607年5月攻佔圖拉，與另一隻起義軍匯合，但同時沙皇軍隊也開始圍攻圖拉，並修建大壩，攔水灌城。1607年10月，圖拉被沙俄軍隊攻佔，波洛特尼科夫被俘殺，起義被鎮壓。